# Викторийский сельский совет
Викторийский сельский совет (укр. Вікторійська сільська рада) — входит в состав
Пирятинского района
Полтавской области
Украины.
Административный центр сельского совета находится в 
с. Виктория.

## История
- 1973 — дата образования.

## Населённые пункты совета
- с. Виктория
- с. Архемовка